# Dagobert von Wurmser
Pour les articles homonymes, voir Wurmser.
Dagobert Sigmund, graf von Wurmser von Vendenheim zu Sundhausen (né à Strasbourg le 22 septembre 1724, mort à Vienne le 22 août 1797) est un Alsacien qui fut général autrichien. Feld-maréchal, commandant les troupes autrichiennes en Italie dans la campagne de 1796. Il fut battu, en Italie, à diverses reprises, par Napoléon Bonaparte.

## États de service
Né à Strasbourg d'une riche et ancienne famille alsacienne, Wurmser s'engage au service de la France en 1741, et dès 1742 prend part à la campagne du maréchal de Belle-Isle en Bohême. Il y obtient ses premiers grades, jusque celui de capitaine ; il suit son père au service de l’Autriche. Chambellan de Marie-Thérèse d'Autriche, il se distingue dans la guerre de Sept Ans contre les Prussiens, il est promu général de brigade en 1763, devient en 1773 chef de corps d'un régiment de hussards et quelques années plus tard maréchal de camp.
Au cours de la Guerre de succession de Bavière, il commande un corps d'avant-garde qui met en déroute l’Armée prussienne le 18 janvier 1779 près de Habelschwerdt et fait de nombreux prisonniers, au nombre desquels le général Adolphe de Hesse-Philippsthal.
Peu après le Traité de Teschen, Wurmser est nommé gouverneur militaire de Galicie et en 1787 est promu au grade suprême de General der Kavallerie. Lorsqu’éclate la guerre de la Première Coalition au printemps 1793, il est nommé chef d’État-major de l'Armée du Rhin Supérieur. Ses affrontements victorieux contre Custine à Rohrbach (29 juin), Germersheim (5 juillet) et Essingen (27 juillet) retardent la marche inexorable des Français vers Mayence. Il défait Pichegru dans le Bienwald (23 août) et avec l'appui du duc de Brunswick, reprend même le 13 octobre les lignes de repli de Lauterbourg et de Wissembourg ; mais dès la fin de décembre, la multitude de revers qu'il a subis le contraignent à regrouper les débris de son armée sur la ligne du Rhin ; en janvier 1794, il est démis de son commandement.
Il ne reprend les fonctions de chef d’État-major de l'Armée impériale du Rhin qu'au mois d'août 1795. Il défait les Français devant Mannheim le 18 octobre, fait prisonnier le général Oudinot et reprend la ville le 22 novembre 1795.

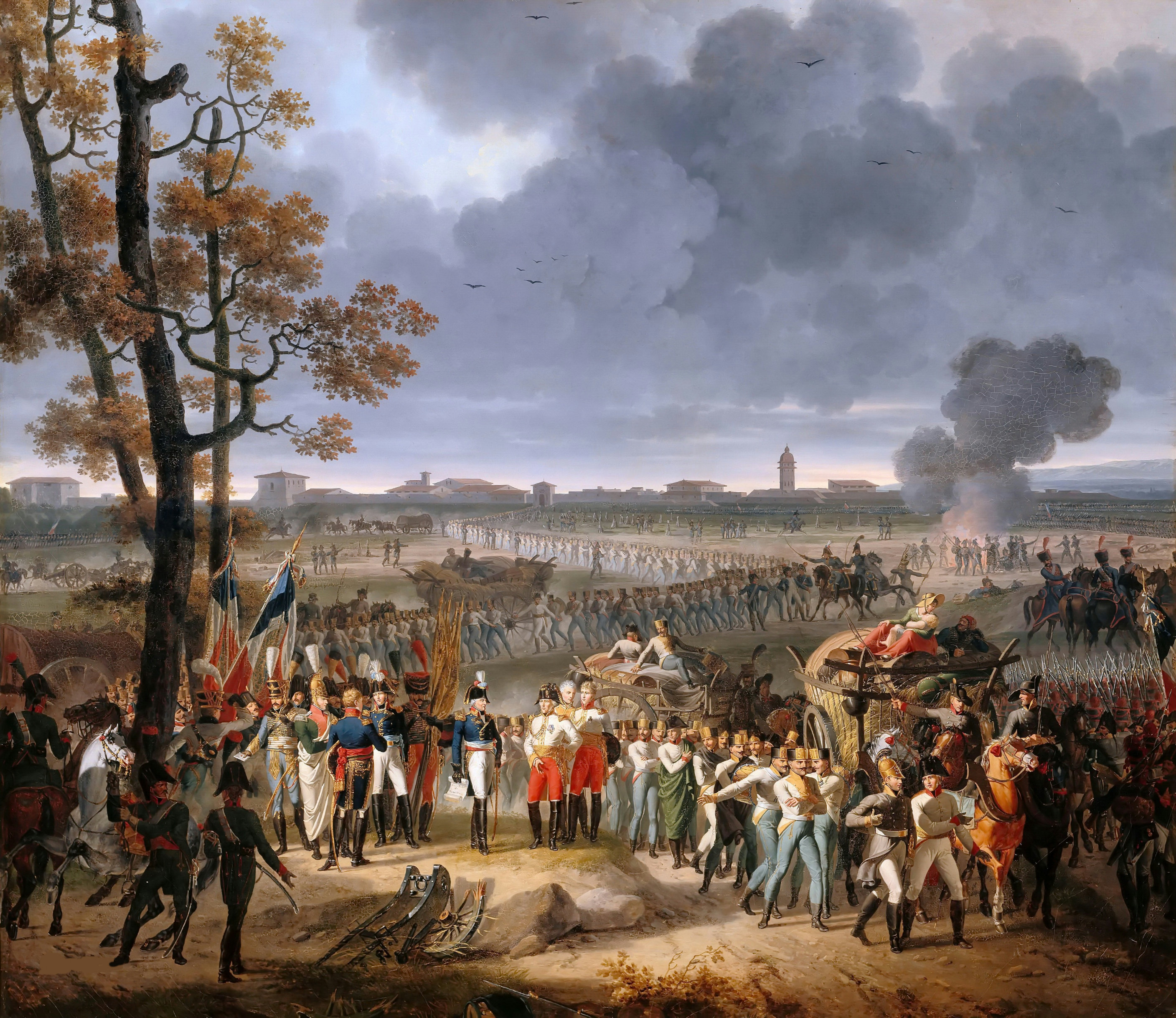
Reddition de Mantoue, le 2 février 1797, le général Wurmser se rend au général Sérurier.

Vers la fin du mois de juin 1796, Wurmser qui qualifie Bonaparte de "jeune homme", est placé aux côtés du général de Beaulieu à la tête des forces impériales d'Italie. Entre le 29 juillet et le 12 août, il parvient à masser suffisamment de forces pour contraindre les Français à abandonner le siège de Mantoue, mais essuie bientôt une série de défaites (dont la plus sévère est sans doute celle de Castiglione, le 5 août 1796) qui anéantissent son armée ; il n'a plus qu'à retrancher les dernières troupes restées fidèles dans la forteresse de Mantoue (13 septembre) ; il est à présent très-âgé et brave comme un lion, mais il est tellement sourd qu’il n’entend pas les balles siffler autour de lui. Privé de vivres, manquant de médecins, il capitule le 2 février 1797 après neuf mois de siège. Napoléon accordera aux derniers défenseurs le droit de se replier avec les honneurs.
De retour à Vienne, l’Empereur, s’attachant à lui faire oublier ses défaites, lui confère le commandement de la Hongrie le 21 avril 1797, mais Wurmser meurt avant sa prise de fonctions.

## Réputation
De son vivant, ses compatriotes portaient sur ses faits d'armes une appréciation peu flatteuse : le comte de Radetzky, qui servit à partir de 1795 sous ses ordres comme Maître de cavalerie, le décrit comme « un vieillard taciturne, sourd, décati et velléitaire . »
Par décret de l’empereur François-Joseph du 28 février 1863, Wurmser a été porté sur la liste des « plus célèbres généraux et chefs d’État-major d'Autriche » (berühmtesten, zur immerwährenden Nacheiferung würdiger Kriegsfürsten und Feldherren Österreichs), et on lui a dressé en 1867 une statue dans la Feldherrenhalle du tout nouveau Musée militaire impérial et royal. Sa statue, inaugurée par l'empereur en personne, a été réalisée en marbre de Carrare par le sculpteur Angelo Malgrati.